# Semnan
Semnan (perski: سمنان) – miasto w północnym Iranie, na północnym skraju Wielkiej Pustyni Słonej u podnóża Elbursu.
Miasto jest stolicą ostanu Semnan. Liczba mieszkańców w 2003 roku wynosiła ok. 101 tys.